# Втрати України в Другій Світовій війні

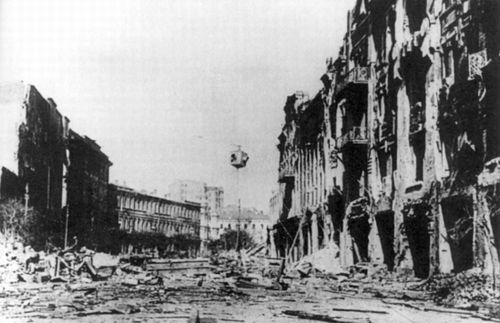
Хрещатик, Київ, після пожежі. Жовтень 1941

Втрати України в Другій світовій війні — прямі та непрямі людські та матеріальні втрати, які поніс український народ у період Другої світової війни.
Чисельна оцінка втрат у різних роботах суттєво відрізняється, починаючи від 5 млн до 7 млн загиблих громадян тодішньої Радянської України.
У виступі в зв'язку з 30-річчям звільнення України від гітлерівських загарбників тодішнім першим секретарем ЦК Компартії України Володимира Щербицького була названа цифра 6750 тис. осіб.
Пізніше людські військові втрати були визначені в 2,5 млн осіб і 5,5 млн. — загиблих військовополонених і мирного населення. По відношенню до загальних втрат СРСР це становить 40-44 %. З врахуванням вторинних демографічних втрат (померлі від хвороб і голоду, депортовані, емігранти, втрати у природному прирості населення), то втрати складуть приблизно 14,5 млн осіб.
Було також зруйновано майже 700 міст (40 % усіх міст СРСР, знищених війною) і 28000 сіл. Оцінка матеріальних збитків становила 285 млрд рублів (в цінах 1941 року) — понад 40 % усього збитку СРСР.
У війні загинув кожен п'ятий українець. Серед військовослужбовців призову на літо 1941 року уціліли тільки 3 % з загальної кількості.
Спалено 319 000 господарств, на Лівобережній Україні був зруйнований кожен четвертий будинок.
Виведено з ладу 5600 мостів, зруйновано 33 000 шкіл, технікумів, 18 000 медичних установ.
В матеріалах Прес-служби Президента України В. Януковича, поширених до Дня Перемоги в Німецько-радянській війні, втрати України в Другій Світовій війні визначаються як такі, що перевищили 10 млн осіб.